# Château d'Andelot
Ne doit pas être confondu avec Château d'Andlau.
Le château d'Andelot est une ancienne demeure seigneuriale, construite au XIIe siècle à Andelot-Morval, dans l'actuel département français du Jura.

## Description générale
Jusqu'à la Révolution, le château d'Andelot a une allure de vaste forteresse médiévale.

Pour accéder au donjon, le visiteur doit passer sur les pont-levis de trois portes garnies de tours, afin de franchir les trois enceintes successives et leurs larges fossés. L'une des tours de la dernière porte fait office de prison.
Lors de la Grande Peur (juillet 1789), les paysans du village brûlent le château en même temps que les chartes de leur servilité et les archives seigneuriales.
De la forteresse ne demeure plus aujourd'hui que le donjon et la troisième entrée du XIVe siècle, inscrite aux monuments historiques depuis 1926.

## Propriétaires
De sa construction, en 1206, aux années 1660, le château appartient à la puissante famille de Coligny, avant de passer à Gilbert V de Langheac, par son mariage à Barbe de Coligny, marquise d'Andelot.
En 1702, leur petit-fils Marie-Roger vend le château à Joachim Guyénard, président au Parlement de Besançon. La famille de ce dernier garde la propriété jusqu'à la Révolution, puis émigre aux États-Unis.
Confisqué, le château est vendu comme bien national, en 1807, à la famille Viot, qui le conserve jusqu'en 1924.
À cette date, les descendants des émigrés Guyénard, Ferdinand Lammot Belin et son cousin Pierre S. du Pont, rachètent le château de leur ancêtre qu'ils restaurent et transmettent à leurs descendants, qui en sont toujours propriétaires.

## Événements
En 1938, le château accueille le duc de Windsor ainsi que plusieurs ambassadeurs, dont celui du Japon, pour une affaire diplomatique.
À la fin de la Seconde Guerre mondiale, le château sert de refuge aux Alliés, venus libérer le territoire français.